# Jesup (Iowa)
Jesup és una població dels Estats Units a l'estat d'Iowa. Segons el cens del 2000 tenia 2.212 habitants.

## Demografia
Segons el cens del 2000, Jesup tenia 2.212 habitants, 861 habitatges, i 619 famílies. La densitat de població era de 508,4 habitants/km².
Dels 861 habitatges en un 37,3% hi vivien nens de menys de 18 anys, en un 59,1% hi vivien parelles casades, en un 9,2% dones solteres, i en un 28% no eren unitats familiars. En el 25,1% dels habitatges hi vivien persones soles el 15,2% de les quals corresponia a persones de 65 anys o més que vivien soles. El nombre mitjà de persones vivint en cada habitatge era de 2,57 i el nombre mitjà de persones que vivien en cada família era de 3,06.
Per edats la població es repartia de la següent manera: un 28,3% tenia menys de 18 anys, un 8,7% entre 18 i 24, un 26,9% entre 25 i 44, un 21,1% de 45 a 60 i un 15% 65 anys o més.
L'edat mediana era de 36 anys. Per cada 100 dones de 18 o més anys hi havia 89,3 homes.
La renda mediana per habitatge era de 42.109 $ i la renda mediana per família de 48.966 $. Els homes tenien una renda mediana de 32.813 $ mentre que les dones 23.424 $. La renda per capita de la població era de 17.160 $. Entorn del 3,2% de les famílies i el 3,5% de la població estaven per davall del llindar de pobresa.

## Poblacions més properes
El següent diagrama mostra les poblacions més properes.